# 酒井協
酒井 協（さかい きょう、1899年3月4日 - 1982年2月24日）は、日本の作曲家。宝塚歌劇団名誉理事。福井県出身。

## 生涯
1899年（明治32年）、福井市で理髪店を営む家庭に生まれる。少年時代より音楽を志望するも自宅が火災に遭って全焼する不運に見舞われ、家計を助けるため京都市電に就職した。後に病気の母を看護するため帰郷して越前電気鉄道に移り、夜間にヴァイオリンのレッスンへ通う生活を送った。ヴァイオリンの師に薦められて兵庫県川辺郡小浜村（現在の宝塚市）で阪急電鉄が発足させた宝塚歌劇団の管弦楽部へ入部する。
宝塚ではエマヌエル・メッテルから演奏と指揮を学び、劇団の専属作曲家として劇伴曲の作曲や編曲に当たった。1946年（昭和21年）、劇団理事に就任。戦後は劇伴曲と合わせて、兵庫県内の市歌や校歌を多数作曲した。1961年（昭和36年）、歌劇『火の鳥』の劇伴曲で芸術祭賞を受賞。1974年（昭和49年）、劇団名誉理事に至る。
1982年（昭和57年）死去。享年84（満82歳没）。

## 代表作

### 宝塚歌劇
作曲した主題歌
- 宝塚音頭（『宝塚音頭』、1934年）
- ジャブ・ジャブ・コント（『ジャブ・ジャブ・コント』、1934年）
- 若き日本（『宝塚フォーリーズ』、1938年）

作曲した劇伴曲
- 玉蟲祈願（『玉蟲祈願』、1930年）
- ロミオとジュリエット（1933年）
- ホフマン物語（1950年）
- 火の鳥（1961年）
- ユンタ（1964年）

主題歌（編曲）
- ブーケ・ダムール（『ブーケ・ダムール（愛の花束）』、1932年）
- そは夢か（『ブーケ・ダムール（愛の花束）』、1932年）
- タンゴ・ローラ（『ブーケ・ダムール（愛の花束）』、1932年）
- 夢のハンガリア（『モオン・ブルウメン』、1935年）
- マンハッタン・リズム（『マンハッタン・リズム』、1937年）
- レインボーの歌（『マンハッタン・リズム』、1937年）
- シング・シング・シング（『マンハッタン・リズム』、1937年）
- まことの愛（『マンハッタン・リズム』、1937年）
- ペニイ・セレネード（『東京・ニューヨーク』、1939年）

### 校歌
- 神戸市立室内小学校[2]
- 宝塚市立宝梅中学校[3]
- 香美町立香住第二中学校[4]

### 市歌
- 川西市歌
- 高砂市歌
- 宝塚市歌[5]
- 三木市歌[6]

### その他
- 国体を賛える歌（第11回国民体育大会テーマ曲）
- 子守唄 黄色い夢